# Despreniment prematur de placenta
El despreniment prematur de placenta és la separació parcial o total de la placenta de la seva inserció decidual en el fons uterí, prèvia al naixement del fetus. És la segona causa de metrorràgia el tercer mes de gestació rere la placenta prèvia.

## Epidemiologia
El despreniment prematur de la placenta, es dona aproximadament entre un 0,4 i un 3,5 per cent de tots els parts. La forma greu, que produeix la mort del fetus, es presenta únicament en al voltant d'1 per cada 500 a 750 parts.

## Etiologia
Les causes que produeixen el despreniment prematur de placenta són desconegudes, però hi ha diversos factors associats, tals com: els estats hipertensius de l'embaràs (incloent-hi toxèmia de l'embaràs i hipertensió arterial crònica), l'edat materna avançada, multiparitat, el consum de cocaïna o tabac, factors mecànics (traumatisme directe, cordó umbilical curt, pèrdua de líquid amniòtic), causes d'úter sobredistès (incloent-hi gestació múltiple, polihidramni), xoc matern, nutrició inadequada i infeccions).

### Cocaïna
La cocaïna inhibeix la recaptació de neurotransmissors com la noradrenalina i l'adrenalina a nivell de les unions dels nervis amb altres nervis o músculs. En la mare produeix eufòria i altres forts efectes estimuladors sobre el sistema nerviós simpàtic, entre ells vasoconstricció i hipertensió. La cocaïna travessa la placenta i es creu que causa aquests mateixos efectes simpaticomimètics sobre el fetus. L'abús de cocaïna durant l'embaràs s'associa a una taxa major d'avortaments espontanis, de mort fetal i de despreniment prematur de la placenta, que pot provocar la mort intrauterina del fetus o una lesió neurològica del lactant, si sobreviu.

## Fisiopatologia
S'han proposat diversos mecanismes que expliquen el despreniment prematur de la placenta. Un d'ells implica la injúria vascular local. Es produeix disrupció dels vasos sanguinis de la decídua basal, condicionada per una arteriolitis. Els vasos sanguinis de la decídua es trenquen i es produeix hemorràgia en l'espai retroplacentari.
Un altre mecanisme implica un augment del to i la pressió intramiometral, amb el que es produeix el col·lapse de les venes. D'aquesta manera, la sang que arriba a l'úter, té dificultats per ser evacuada. Augmenta llavors la pressió sanguínia dins dels espais intervellosos assolint valors molt alts, fins que es trenquen i donen origen a l'hematoma i al despreniment.
Després de la formació de l'hematoma subplacentari, l'hemorràgia pot:
- Limitar-se als marges de la placenta, en el cas del qual se'n produeix una hemorràgia invisible.
- Desprendre les membranes i sortir a través de la vagina, produint una hemorràgia visible.
- Envair la cavitat amniòtica.
- Infiltrar-se entre les fibres musculars uterines, donant lloc a l'Úter de couvelaire, de color blau característic, amb pèrdua de la capacitat contràctil.

## Quadre clínic
La simptomatologia és proporcional al grau de despreniment de la placenta.
- Sagnat fosc no abundant (sense correlació entre gravetat i sagnat)
- Dolor abdominal
- Hipertonia uterina
- Rigidesa o distensió abdominal "en taula"
- Distret fetal o mort fetal, evidenciat per disminució o absència de batecs cardíacs fetals

El DPP sol ser classificada d'acord amb la severitat de la simptomatologia de la següent manera: 
- Grau 0: Pacients asimptomàtiques i diagnosticades només després del part a través de l'examen de la placenta
- Grau 1: La mare pot tenir sagnat vaginal, lleu malestar o hipertonía uterina, però sense perill per a la mare o el fetus
- Grau 2: La mare és simptomàtica, però no en estat de xoc. Hi ha alguna evidència de sofriment fetal evidenciada per freqüència cardíaca fetal
- Grau 3: Les hemorràgies greus, que poden ser ocultes, condueixen al xoc matern i mort fetal. Hi pot haver coagulació intravascular disseminada materna.

## Diagnòstic
- En el monitoratge fetal s'observen una pèrdua de la variabilitat i desacceleracions tardanes.
- En l'ecografia s'evidencia abruptio (zona hipoecoica entre la paret uterina i la placenta).

### Proves de laboratori
- Grup sanguini i proves creuades
- Recompte de sang complet
- Temps de protrombina.
- Temps de tromboplastina parcial
- Fibrinogen
- Test de Kleihauer-betke
- Test d'apt

## Diagnòstic diferencial
- Placenta prèvia
- Ruptura uterina
- Ruptura del pit marginal de la placenta.
- Colecistitis aguda
- Apendicitis aguda.

## Complicacions

### Maternes
- Xoc hipovolèmic
- Coagulació intravascular disseminada.
- Insuficiència renal aguda
- Apoplexia uteroplacentària (Úter de Couvelaire).
- Necrosi hipofisiària (Síndrome de Sheehan).

### Fetals
- Hipòxia
- Anèmia
- Restricció del creixement intrauterí
- Prematuritat
- Malformacions congènites